# Pla parcial
El pla parcial d'ordenació (PPO), pla parcial urbanístic o simplement pla parcial és un document tècnic de planejament urbanístic que concreta les determinacions dels plans generals d'ordenació urbanística (PGOU) o plans generals d'ordenació urbanística municipal en un determinat àmbit o sector de planejament classificat com sòl urbanitzable.

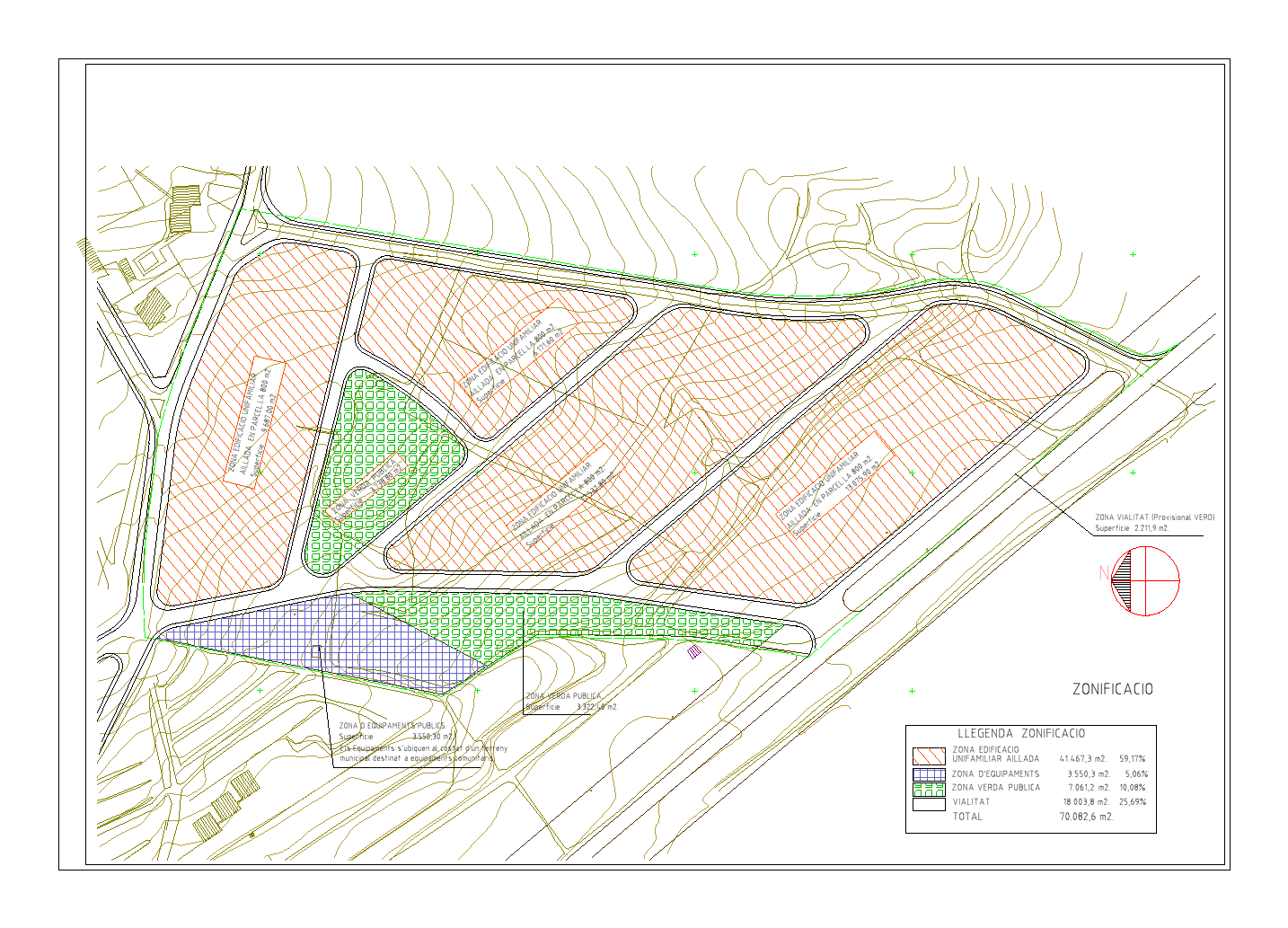
Plànol de Zonificació d'un Pla Parcial d'Ordenació (P.P.O.) en un sector de planejament.

## Contingut d'un pla parcial
El desenvolupament urbanístic en sòl urbanitzable implica que el pla parcial ha de concretar, necessàriament les següents determinacions :

### Qualificació urbanística del sòl
La qualificació urbanística del sòl indica, per a cada àmbit territorial en què es divideix el sòl d'un sector de planejament, el règim urbanístic que li correspon, així com altres circumstàncies regulades pel mateix pla o per la legislació urbanística o el planejament vigent de rang superior.
El pla parcial estableix les qualificacions urbanístiques per a la totalitat del sòl en el sector de planejament corresponent, les quals abasten tant els sistemes com les zones. En el cas que el planejament de rang superior (PGOU) vinculi des definicions de les zones o sistemes a la classificació del sòl, el pla parcial haurà de determinar unes noves definicions de zona o sistema, les determinacions i característiques de les (o dels) quals s'han de subjectar a les exigències del planejament superior.

### Règim d'usos i prescripcions
El pla parcial estableix, per a la totalitat de zones i sistemes, els usos admesos amb les corresponents limitacions. Les prescripcions corresponents s'estableixen en les ordenances del pla parcial, i sí que s'escau es complementen en la memòria o planols de proposta mitjançant determinacions gràfiques que s'han de referènciar en les ordenances.

### Assenyalament de les alineacions i rasants
El pla parcial determina les característiques i estructura de la xarxa viària del sector. La xarxa viària bàsica o local, que normalment es defineix en el planejament de rang superior, pot ser completada mitjançant l'addició de nous vials propis del sector malgrat s'incorporin a la xarxa viària pública i pot ser modificada, respectant les limitacions normatives de rang superior. El Pla parcial estableix les característiques i paràmetres principals de la xarxa viària del sector com són les alineacions i rasants, el caràcter de la via, determinant el tipus de trànsit (pesant, lleuger, de vianants, mixt, de bicicletes, etc.).
Les alineacions de vial són el límit entre el carrer i les cases o solars edificables, i per extensió del concepte, les alineacions urbanístiques en sòl urbà són tots els límits entre àmbits de diferent qualificació urbanística.
En els àmbits consolidats, les alineacions de vial normalment coincideixen amb la façana dels edificis o dels solars. Quan no hi ha coincidència es donen dos casos típics en l'actuació urbanística.
Quan el límit del solar o edifici es troba en el carrer, determina una superfície del solar afectada per vialitat, constituïda per la part de solar que té la qualificació urbanística de vial, la qual ha de ser objecte de cessió a l'administració, mitjançant els instruments de gestió urbanística adients. Elss més habituals són la cessió obligatòria i gratuïta en el tràmit de llicència d'obres majors o de parcel·lació i l'expropiació.
Quan el límit del solar o edifici es troba fora del carrer, és a dir, hi ha un espai entre la façana i l'alineació, es determina un sobrant de vial. En el cas de voler edificar el solar, el sobrant de vial pot ser cedir al propietari del solar, per a ésser incorporat a aquest. Aquesta cessió administrativa equival a la alienació d'un bé patrimonial de propis i ha de ser objecte de compensació econòmica en favor de l'administració, equivalent al valor unitari de mercat del solar multiplicat per la superfície edificable del sobrant de vial.
Les rasants són les cotes d'altimetria que defineixen el nivell de la vialitat en una sèrie de punts, de tal forma que el projecte d'urbanització que es desenvolupi posteriorment, pugui establir el nivell del carrer en tots els punts. Com a mínim, el pla parcial ha de determinar les rasants als creuaments de carrers, en els punts d'inici o final i el les connexions amb el territori extern al sector de planejament.
Les rasants s'han de fixar atenent a l'evacuació normal de les aigües de pluja, de forma que la vialitat sigui una alternativa real d'evacuació en cas de fallida, per qualsevol causa, del sistema de clavegueram.
Els pendents resultants de l'aplicació de l'anivellament previst, ha de complimentar la normativa de seguretat viària i la de mobilitat dels vianants, etc.
En tot cas, i com gairebé en totes les determinacions, el planejament superior pot autoritzar, complimentant determinades condicions, modificacions degudament justificades dels paràmetres de la xarxa viària, inclosa la bàsica.

### Paràmetres de l'edificació que permeten l'atorgament de llicències
Els paràmetres de l'edificació que han de permetre l'atorgament de llicències els constitueixen el conjunt de disposicions normatives gràfiques i/o escrites, que regulen l'edificació tot fent referència al volum i superfície edificable, a l'alçada, separacions entre veïns, rampes, escales, cobertes i altres requisits tècnics i a les condicions exigibles que complimentin les prescripcions de seguretat, salubritat, sostenibilitat, etc. i estètiques que es determinin.